# 立花合戦
立花合戦（たちばなかっせん）は、1569年（永禄12年）4月に発生した、立花山城の帰属を巡る大友宗麟と毛利元就の戦いである。

## 経緯
1550年代から大友氏と毛利氏は豊前、筑前の二カ国を巡って度々戦いを繰り返してきていた（門司城の戦い）。一度は室町幕府第13代将軍・足利義輝の仲介によって講和したものの、1567年（永禄10年）1月に秋月種実が毛利元就の支援を得て旧領回復の兵を挙げたことから、再び戦争状態へと逆戻りすることとなる。大友宗麟は挙兵した秋月種実と、これに呼応した大友氏の重臣高橋鑑種を討伐すべく、戸次鑑連（道雪）、臼杵鑑速、吉弘鑑理の三家老に兵を与えて攻めさせたが、休松の戦いで秋月勢の奇襲を受け、敗北を喫してしまった。これにより、筑前、筑後国衆が動揺し、特に1568年（永禄11年）1月に筑前の大友方の重要拠点である立花山城の城主立花鑑載が叛旗を翻したことにより、大友勢は劣勢に立たされることになった。

## 戦いの経過
毛利元就はこの好機に援軍を送り込み、大友勢を筑前、豊前から駆逐しようとするが、大友勢は戸次鑑連ら3人の家老がこれを防ぐべく、1568年（永禄11年）4月より毛利方の重要拠点となった立花山城に攻め寄せた。3ヶ月に渡る攻城戦の末に内応者の出た立花山城は陥落し、立花鑑載は自害している。しかし、毛利元就も次男吉川元春、三男小早川隆景、重臣宍戸隆家らを送り込むとともに、肥前の龍造寺隆信と連携し、大友方への圧力を強めるとともに、翌1569年（永禄12年）4月には立花山城に攻め寄せた。一方の大友宗麟は叛旗を翻した筑前国衆の秋月氏を攻め、筑前国衆の動揺を鎮めようとしたが、その間に立花山城は再び陥落して毛利元就の治めるところとなった。

## その後
立花山城を失いつつも筑前国衆の動揺を抑えた大友勢は、立花山城を再奪還するため立花山城に迫り、一方の吉川元春ら毛利勢も城から打って出て立花山城の南の多々良川付近（現在の福岡県福岡市東区多々良）で相見えることとなった。（多々良川の戦い）